# Juana Doña Jiménez
Juana Doña Jiménez (Lavapiés, Madrid, 17 de desembre de 1918 - Barcelona, 18 d'octubre de 2003) va ser una dirigent comunista, feminista, sindicalista i escriptora espanyola.

## Biografia
El 1933 va ingressar a la Unió de Joventuts Comunistes d'Espanya i més avant dirigí la seva Unió de Xiques. Va integrar-se en el Comitè Central del Partit Comunista d'Espanya. Va lluitar en la Guerra Civil Espanyola (1936-1939) i posteriorment en la Guerrilla del Llano. La seva parella, Eugenio Mesón, fou un important dirigent de les Joventuts Socialistes Unificades detingut arran del cop d'estat de Segismundo Casado i entregat a les autoritats franquistes, que l'afusellaren.
En 1947 va ser condemnada a mort pel franquisme acusada de posar una bomba en l'ambaixada de l'Argentina, en la que seria l'última sentència de mort pronunciada contra una dona a Espanya des de llavors. La pena va ser commutada per 30 anys de presó gràcies a la mediació d'Evita Perón durant la seva visita al país.

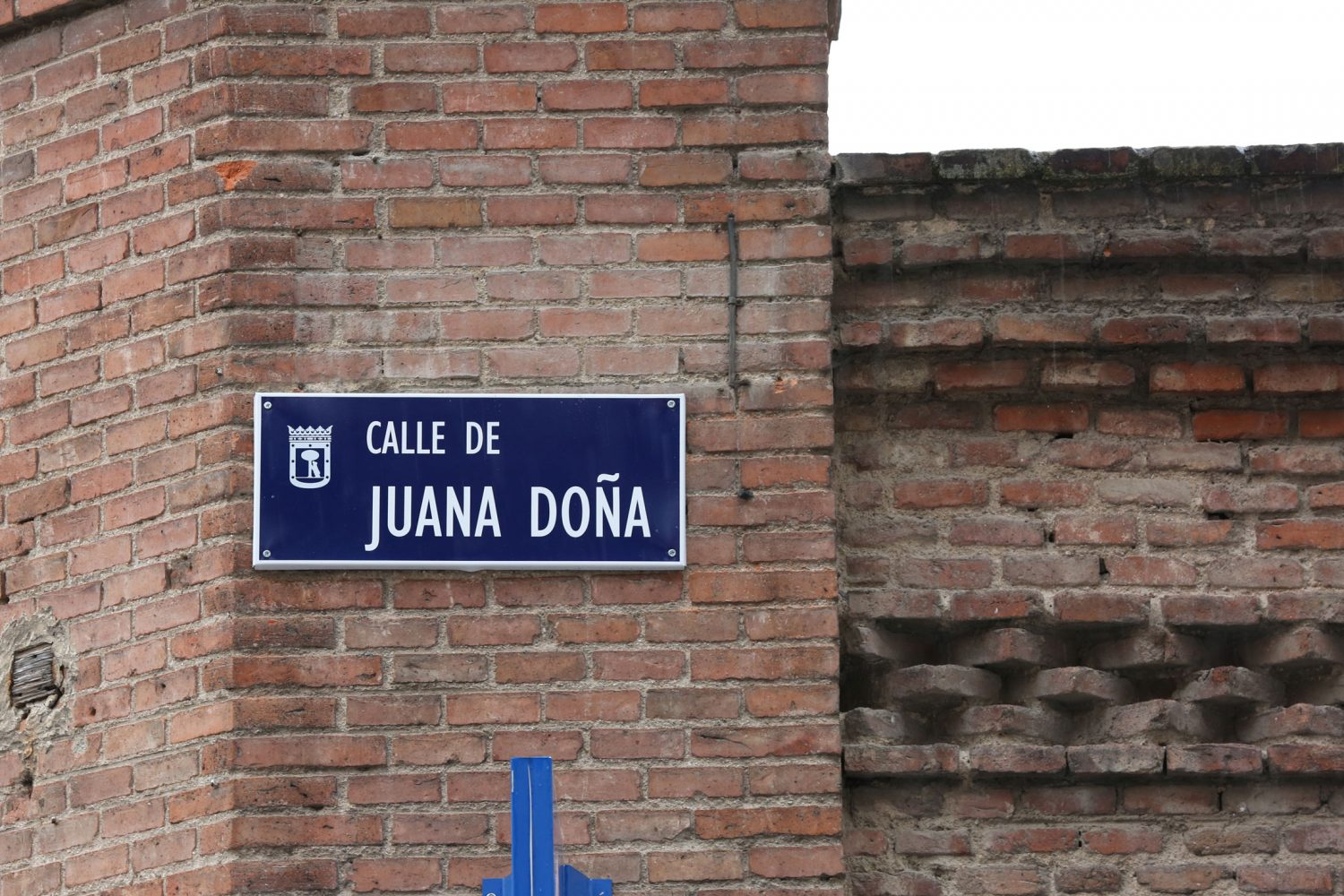
Carrer de Juana Doña a Madrid.

Després de passar per diverses presons (Las Ventas, Segovia, Guadalajara), el 1967 fou alliberada. Va ser activista del sindicat Comissions Obreres des de la clandestinitat. Durant la Transició, a les eleccions generals espanyoles de 1977 va ser candidata al Senat pel PCE a Madrid. Posteriorment es va integrar en l'Organització Revolucionària de Treballadors, i va participar en el naixement del Partit Comunista dels Pobles d'Espanya el 1984.
La seva peripècia de 1947 va ser l'argument de la sèrie de televisió Una carta para Evita, rodada per Agustí Villaronga el 2011. El 2018, l'Ajuntament de Madrid va donar el seu nom a un carrer (anomenada fins llavors Batalla de Belchite).

## Publicacions
- Gente de Abajo (1992)
- Mujer (1977)
- Desde la noche y la niebla (mujeres en las cárceles franquistas), Pròleg d'Alfonso Sastre. Madrid. La Torre, (1978)
- Gente de abajo (no me arrepiento de nada), prólogo Manuel Vázquez Montalbán. Madrid. A-Z Ediciones y Publicaciones, (1992)
- Querido Eugenio (una carta de amor al otro lado del tiempo), prólogo de Manuel Vázquez Montalbán. Barcelona. Lumen, (2003)